# 은어가 살던 곳
《은어가 살던 곳》은 KBS2에서 2007년 4월 28일에 방영한 드라마시티이다.

## 줄거리
연인 사이인 미숙과 형준은 각자 친구인 현미와 진석을 맺어주기 위해 하동으로 벚꽃놀이에 가자고 제안한다. 화기애애하게 분위기였으나 형준의 짖궂은 농담으로 일순간 어색해지고, 현미는 잠시 술자리에서 벗어나 방황하다가 개천가에서 우연히 상우를 만나게 된다. 우여곡절 끝에 현미는 그날밤 일행을 잃어버리고 민박집에서 혼자 밤을 지새게 된다.
다음날 아침, 현미는 상우와 함께 일행을 찾던 중 눈 앞에 진석이 나타나는데, 진석은 밤새 현미를 찾아다닌 것이다. 진석과 현미는 그 순간부터 어긋나게 되고 계속 티격태격 다투게 된다. 그러다가 현미와 진석은 싸우게 되고, 현미는 도망치듯 노고단으로 향하다가 상우와 다시 재회한다.
서로를 마음에 담게 된 현미와 상우는 함께 대전에 가려 하지만 상우가 표를 바꾸러 간 사이 나타난 진석으로 인해 기약없이 이별하게 된다. 다음 해 현미와 상우, 진석은 각자 또다시 하동에 가게 되는데......

## 등장 인물

### 주요 인물
- 최지연 : 정현미(26세) 역 - 연구원. 대전 거주
- 이시환 : 김상우(29세) 역 - 사진사. 서울 거주

- 황동주 : 이진석(28세) 역 - 현미의 직장동료
- 이유정 : 송미숙(26세) 역 - 현미의 친구
- 김규민 : 박형준(28세) 역 - 진석의 친구이자 미숙의 애인
- 윤주상 : 김영춘(50세) 역 - 쌍계사 벚꽃길의 사진사

### 그 외 인물
- 최민금
- 정영금
- 박미숙
- 백재민
- 성명훈
- 신윤아
- 구중림

## 촬영지
- 노고단
- 섬진강
- 화엄사
- 쌍계사 벚꽃길